# 特拉克托爾內 (第聶伯羅彼得羅夫斯克州)
48°1′30″N 34°47′32″E / 48.02500°N 34.79222°E
特拉克托爾内（烏克蘭語：Тракторне），是烏克蘭中部第聶伯羅彼得羅夫斯克州第聶伯羅區新波克羅夫卡市鎮的村落。處於特里圖茲納河畔，距離赫里霍里夫卡2公里，海拔高度122米，2001年人口99。